# بيزاكينو
بيزاكينو (بالإيطالية: Bisacquino)‏ هي بلدية في مقاطعة باليرمو في صقلية الإيطالية.

## السكان
في سنة 1861 بلغ عدد السكان 8٬838 نسمة، وتطور العدد ليصل في سنة 2011 لـ 4٬829 نسمة.
يظهر هذا المخطط البياني تطور النمو السكاني لـ بيزاكينو

## أعلام
- فرانك كابرا